# Robert Jungk
Robert Jungk, właśc. Robert Baum (ur. 11 maja 1913 w Berlinie, zm. 14 lipca 1994 w Salzburgu) – austriacki publicysta, zajmujący się futurologią.

## Życiorys
Jako student pochodzenia żydowskiego, studiujący w Berlinie, kiedy Hitler doszedł do władzy, został aresztowany i odesłany do Francji. W latach 1933–1945 mieszkał w Paryżu, Pradze i Zurychu. W tym czasie studiował na Sorbonie, kręcił filmy dokumentalne, pisał do prasy antyfaszystowskiej. Do Niemiec wrócił w roku 1945 jako korespondent prasowy na procesie norymberskim. Po wojnie kontynuował działalność dziennikarską, angażując się jednocześnie w badania futurologiczne, w działania na rzecz pokoju i w ruch antynuklearny. Współpracował m.in. z Bertrandem Russellem i Johanem Galtungiem.
W 1965 zaczyna kierować wiedeńskim Institut für Zukunftsfragen.
W 1986 otrzymał nagrodę honorową Right Livelihood Award za działania na rzecz pokoju i ekologii.
W roku 1992 był kandydatem Zielonych na prezydenta Austrii.